# Дим (Чишминский район)
Дим (баш. МФА: Димо файле — деревня в Чишминском районе Республики Башкортостан Российской Федерации. Входит в состав Дурасовского сельсовета.

## География

### Географическое положение
Расстояние до:
- районного центра (Чишмы): 26 км,
- центра сельсовета (Дурасово): 4 км,
- ближайшей ж/д станции (Шингак-Куль): 7 км.

## Население
| 2002 | 2009 | 2010 |
| ---- | ---- | ---- |
| 34   | ↗35  | ↘32  |

Национальный состав
Согласно переписи 2002 года, преобладающая национальность — башкиры (88 %).